# Nicolás Maduro
Nicolás Maduro Moros (Caracas, 23 novembre 1962) è un politico e sindacalista venezuelano. È dal 19 aprile 2013 presidente della Repubblica Bolivariana del Venezuela, dopo aver ricoperto il medesimo incarico dal 5 marzo 2013 al 19 aprile 2013 ad interim.
Da autista di autobus, Maduro diventò successivamente dirigente del sindacato fino a essere eletto all'assemblea nazionale nel 2000. Delfino di Hugo Chávez, è stato Ministro degli esteri dal 2006 al gennaio 2013 e vicepresidente del Venezuela dall'ottobre 2012 al 5 marzo 2013.
Maduro ha governato il Venezuela tramite decreto legge, dal 19 novembre 2013. La sua presidenza ha coinciso con un peggioramento di tutti i parametri macroeconomici. In particolare, negli ultimi anni, in seguito a diversi fattori tra i quali la diffusa corruzione, la politica economica governativa e la diminuzione del prezzo del petrolio, principale fonte di guadagno per l'economia venezuelana, lo status economico del Venezuela è notevolmente peggiorato con un aumento del crimine, dell'inflazione, della povertà e della penuria di generi alimentari e di largo consumo, i quali hanno provocato delle proteste di piazza che sono diventate vere e proprie sommosse quotidiane dal 2016.
Secondo alcune organizzazioni, l'opposizione democratica è stata repressa violentemente. Le organizzazioni internazionali per la tutela dei diritti umani sostengono le teorie di diversi casi di uccisioni, torture e altri maltrattamenti, inclusi episodi di violenza sessuale, ai danni di manifestanti. Altre considerazioni vedono il sistema giudiziario utilizzato per ridurre al silenzio i dissidenti, anche tramite il ricorso alla giurisdizione militare per perseguire i civili, configurando Maduro come un dittatore sostenuto dalla maggioranza dei militari.
Nel 2020 una commissione dell'ONU ha accusato Maduro di crimini contro l'umanità e ha chiesto il processo alla Corte penale internazionale de L'Aja. Inoltre sempre nel 2020, il Dipartimento di Stato degli Stati Uniti d'America ha offerto una taglia da quindici milioni di dollari per la cattura di Maduro. La cifra è stata alzata a venticinque milioni all'inizio del 2025. Le accuse sono di narco-terrorismo, traffico di cocaina, uso di armi automatiche e di strumenti atti ad offendere relativo sempre all'attività di narcotraffico.

## Biografia
Nicolás Maduro nasce nel 1962 a Caracas, da madre colombiana e padre venezuelano di origini ebraiche sefardite. Nel 2012 è stata riportata la notizia che sarebbe anche un seguace del guru indiano Sathya Sai Baba.

### Carriera da sindacalista
Ex militante della Lega Socialista, lavora come autista per la metropolitana di Caracas, dove fa carriera sindacale e come sindacalista è membro del consiglio di amministrazione dell'azienda pubblica di trasporti di Caracas. Tra i fondatori del Sitrameca (Sindacato Metro de Caracas), si avvicina negli anni novanta a Hugo Chávez, in procinto di candidarsi alla guida del Venezuela.

### Carriera politica

#### Primi incarichi
Passa dunque a far parte del MVR, partito con il quale partecipa alla campagna elettorale del 1998 in cui Hugo Chávez risulta eletto Presidente del Venezuela. Nel 1999 viene eletto deputato all'Assemblea nazionale costituente che avrebbe scritto la nuova Costituzione del paese, dopodiché è eletto all'Assemblea nazionale nel 2000 e nel 2005. Nello stesso anno viene nominato presidente del parlamento. Nel 2006, abbandonata la carica di presidente del parlamento, entra a far parte della compagine governativa per diventare capo del Ministero del Potere Popolare per gli Affari Esteri.
Il 10 ottobre 2012, dopo le elezioni presidenziali, viene nominato nuovo vicepresidente dell'Esecutivo, al posto di Elías Jaua Milano, in carica dal 2010.

#### Vicepresidente del Venezuela
Prima della sua nomina alla vicepresidenza, Maduro era già stato scelto da Chávez nel 2011 per succedergli alla presidenza in caso di sua morte. Questa scelta è stata fatta a causa della lealtà di Maduro a Chavez e per le sue buone relazioni con gli altri membri della frangia più dura del partito chavista come Elías Jaua, l'ex ministro Jesse Chacón e Jorge Rodríguez.
Chávez ha nominato Maduro Vice Presidente del Venezuela il 13 ottobre 2012, poco dopo la sua vittoria nelle elezioni presidenziali di quel mese.
Due mesi più tardi, l'8 dicembre 2012, in un discorso alla nazione, il Presidente Hugo Chávez ha annunciato l'aggravarsi del proprio cancro e un nuovo ricovero in un ospedale dell'Avana, a Cuba, allo scopo di sottoporsi a nuove cure oncologiche. Chávez ha affermato che, nel caso che la sua condizione fisica si fosse aggravata e fosse necessaria una nuova elezione presidenziale, i venezuelani avrebbero dovuto votare per Maduro chiamandolo a succedergli. Questa è stata la prima volta che Chávez ha nominato un successore per il suo movimento ammettendo pubblicamente la possibilità della sua scomparsa.
L'endorsement di Chávez a Maduro ha messo da parte Diosdado Cabello, ex vice presidente e potente funzionario del Partito Socialista con legami con le forze armate, che precedentemente era stato ampiamente considerato il candidato a succedere a Chávez. Dopo la dichiarazione di Chávez, Cabello ha immediatamente "promesso fedeltà" a entrambi gli uomini. Dopo l'annuncio, i maggiori e influenti vertici del PSUV proclamano la propria fedeltà a Maduro.
Dopo la morte di Chávez avvenuta a Caracas il 5 marzo 2013, Maduro ha assunto la presidenza ad interim del Venezuela, fino alle nuove elezioni presidenziali di aprile, per le quali annuncia la propria candidatura ufficiale il 12 marzo. Maduro nomina quindi Jorge Arreaza suo vice-presidente.

## Primo mandato da presidente del Venezuela

### Successione di Chávez
Dal momento che Chávez è morto quattro anni prima della fine del suo mandato, la Costituzione del Venezuela afferma che le elezioni presidenziali devono tenersi entro 30 giorni dalla morte del presidente eletto.
Maduro, dopo l'annuncio della sua candidatura, è stato adottato all'unanimità come candidato del Partito socialista per le successive elezioni presidenziali. Al momento della sua presa del potere temporaneo, i leader dell'opposizione hanno sostenuto che Maduro ha violato gli articoli 229, 231, e 233 della Costituzione venezuelana, assumendo il potere che sarebbe spettato alla presidente dell'Assemblea nazionale.
Nel suo discorso durante la breve cerimonia in cui ha formalmente assunto i poteri del presidente, Maduro afferma: "Compatrioti, io non sono qui per ambizione personale, per vanità, o perché il mio cognome, Maduro, è parte dell'oligarchia rancida di questo paese. Non sono qui perché rappresento gruppi finanziari, né dell'oligarchia né dell'imperialismo americano... io non sono qui per proteggere né mafie, né gruppi, né fazioni."
Il 14 aprile 2013 batte Henrique Capriles Radonski di Primero Justicia, partito di opposizione, a seguito di elezioni da quest'ultimo contestate, ma il cui esito viene ratificato dal Consiglio Nazionale Elettorale (CNE), che ufficializza la vittoria di Nicolás Maduro e la sua elezione alla Presidenza della Repubblica con il 50,78% dei voti contro il 48,95% dello sfidante.
Maduro si è mosso sulla linea di Chávez, continuando il socialismo bolivariano. Sotto il governo di Maduro sono però emersi gravi problemi economici, derivanti secondo gli oppositori dalle politiche economiche di Chávez, che hanno portato a razionamenti e scarsità anche di generi di prima necessità. Maduro ha accusato i servizi segreti stranieri di fomentare un golpe contro di lui o di volerlo assassinare.
La situazione economica, unita ad accuse di corruzione e cattiva gestione del governo del paese, ha portato a forti proteste popolari nella seconda metà del 2013. Le proteste, che hanno causato diverse vittime, proseguono nel 2014. I sostenitori del governo affermano che è in atto una campagna di diffamazione e destabilizzazione per abbattere il governo chavista eletto democraticamente, che le proteste pacifiche sono tollerate, che la polizia non spara sui dimostranti disarmati.

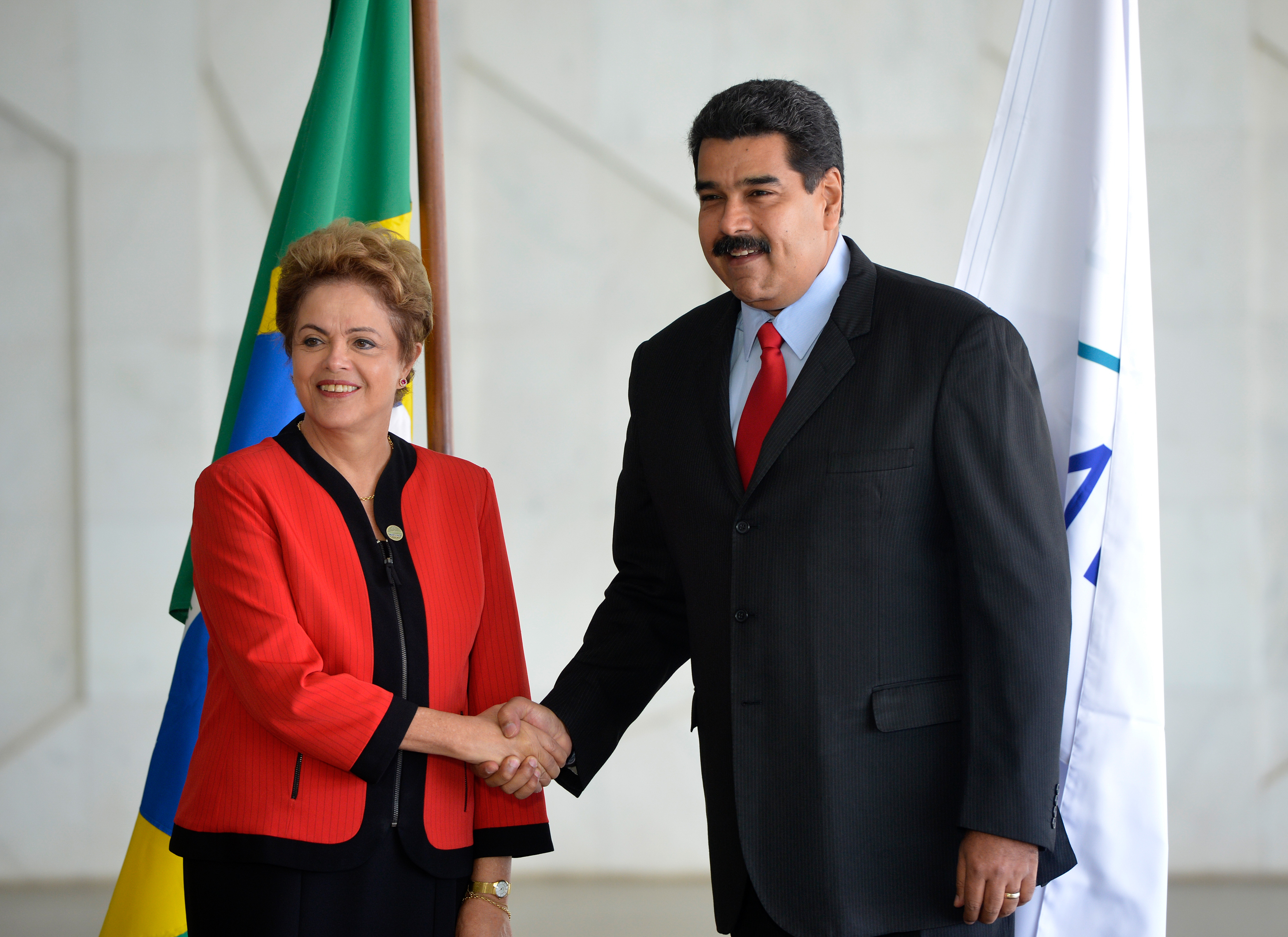
Nicolas Maduro incontra la presidente del Brasile Dilma Rousseff

Maduro ha affermato anche che in Venezuela è in atto "un golpe continuo", ma che l'esercito e il popolo sono con il governo, come nel 2002, indicando come responsabili i "terroristi fascisti" infiltrati e "bande criminali" assoldate da questi, i quali verranno combattuti con la forza.
Le notizie di cronaca riportate dai giornali sembrano essere in contraddizione con quanto affermato dai sostenitori filo-governativi e da Maduro stesso.

### Politica interna

#### Leggi abilitanti, crisi istituzionale e Assemblea Costituente
Dopo la sua elezione a presidente, Maduro, utilizzando i poteri conferiti dalla Costituzione all'articolo 203, ha governato con una cosiddetta «Legge Abilitante», che dà al Presidente il potere di emanare leggi senza l’approvazione del Parlamento, in due occasioni: dal 19 novembre 2013 al 19 novembre 2014 e dal 15 marzo 2015 fino al 31 dicembre 2015, a seguito dell'approvazione da parte dell'Assemblea nazionale delle leggi abilitanti.
Nel mese di ottobre del 2013, Maduro ha chiesto l'approvazione della legge per poter combattere la corruzione e per affrontare quella che ha definito una "guerra economica". Il 19 novembre 2013, l'Assemblea nazionale ha concesso a Maduro il potere di approvare leggi sino al 19 novembre 2014.
Il 10 marzo 2015, Maduro ha richiesto un'altra legge abilitante in seguito alle sanzioni imposte dagli Stati Uniti a sette funzionari del governo venezuelano. Alcuni giorni dopo, il 15 marzo 2015, l'Assemblea nazionale ha concesso al presidente il potere di emettere decreti legge fino al 31 dicembre 2015.
A seguito della vittoria dell'opposizione alle elezioni legislative, il governo Maduro, divenuto un'"anatra zoppa" per non poter più contare sull'appoggio dell'Assemblea nazionale, ha chiesto delle Leggi Abilitanti che gli sono state concesse dal Tribunale Supremo di Giustizia generando così una crisi istituzionale con il parlamento nazionale.
Maduro ha così convocato un'Assemblea nazionale costituente e ha indetto le elezioni per il nuovo organo legislativo, insediatosi il 4 agosto 2017.

#### Le accuse di violazione della costituzione e di persecuzioni politiche dell'opposizione
Nel 2017 la procuratrice generale del Venezuela Luisa Ortega Díaz ha promosso davanti alla Corte Suprema un'azione nei suoi confronti, con l'accusa di aver violato l'ordine costituzionale e sovvertito il sistema democratico. La procuratrice in seguito alle accuse è stata rimossa dall'Assemblea Costituente, organo in cui Maduro ha la maggioranza. In pericolo di vita, Luisa Ortega Díaz ha dovuto immediatamente abbandonare il Venezuela e si è trasferita a Bogotà.
Nel 2017 è stato denunciato da Luisa Ortega Díaz, assieme ad alcuni ministri del suo governo, alla Corte penale internazionale per aver assassinato negli anni 2015, 2016 e 2017 circa ottomila persone, nonché attuato la tortura, la detenzione arbitraria, la violazione di domicilio e la sottoposizione di civili al giudizio di tribunali militari, per ragioni politiche.

#### Politiche di sicurezza
Il governo ha proposto a fine marzo 2013 una legge sul disarmo che è entrata in discussione all'Assemblea nazionale per regolare e limitare al massimo la detenzione, l'acquisto e la vendita di munizioni e armi particolari. Questa legge è stata promulgata il 16 giugno 2013.
Il 22 settembre 2014, il presidente Maduro ha annunciato che il suo governo avrebbe investito 47 milioni di bolívar per la creazione di 60 nuovi centri di disarmo, e 39 milioni per finanziare il piano di disarmo in base al quale le truppe della guardia nazionale pattugliano i quartieri pericolosi.
Nel 2015, Maduro ha avviato la Operación Liberación y Protección del Pueblo (OLP) detto anche programma "Safe Homeland", il cui scopo era quello di rispondere a un aumento della violenza. Questo programma consiste in una massiccia campagna di polizia e militare per la sicurezza pubblica nel paese. 3.000 soldati sono stati schierati per ridurre gli omicidi in Venezuela, che ha uno dei più elevati tassi in America Latina. La maggior parte di queste truppe sono state schierate nello stato di Miranda, lo stato del Venezuela dove si registra il maggior tasso di omicidi. Secondo il governo, nel 2012, più di 16.000 persone sono state uccise, un tasso di 54 persone su 100.000, sebbene l'Osservatorio della Violenza in Venezuela affermi che il tasso di omicidi era di fatto di 73 persone per 100.000. Il governo sostiene che il programma Safe Homeland abbia ridotto gli omicidi del 55%. Secondo l'Osservatorio della Violenza di Venezuela però, negli ultimi anni, si è arrivati a un tasso di omicidi aumentati a 82 per 100.000 persone nel 2014.

#### Ruolo dell'esercito
Quando Hugo Chávez prese il potere nel 1999 avanzò la cosiddetta alianza cívica-militar con la quale coinvolse i militari all'interno delle politiche pubbliche e attraverso cui avviò una politicizzazione delle forze armate con lo scopo di renderle partecipi allo sviluppo nazionale. Per mettere in pratica questa idea, Chávez attuò il Plan Bolivar 2000, un programma sociale di emergenza tramite il quale inviò personale militare in tutto il paese per riparare e modernizzare infrastrutture, fornire soccorsi medici di emergenza, ripulire strade e fossati e distribuire cibo ai poveri. Dopo il golpe del 2002 questa alleanza andò ancora più intensificandosi: da allora militari ricoprirono ruoli chiave in uffici governativi e nella pubblica amministrazione.
Maduro ha un grande punto di sostegno del proprio potere nell'appoggio delle FANB e ha fatto affidamento sull'esercito per mantenere il potere da quando è stato eletto. Ha promesso di rendere il Venezuela una grande potenza entro il 2050, affermando che l'esercito venezuelano avrebbe fatto da apripista per rendere il paese "una centrale di felicità e di uguaglianza".
Il 12 luglio 2016, Maduro ha concesso al Ministro della Difesa gen. Vladimir Padrino López il potere di sovrintendere il trasporto dei prodotti, i controlli sui prezzi, le missioni bolivariane, affidando al controllo del comando militare cinque dei principali porti venezuelani. Questa linea d'azione del presidente Maduro ha reso il generale Padrino uno degli uomini più potenti del Venezuela, forse "il secondo uomo più potente nella politica venezuelana". La nomina di Padrino fu vista come un tentativo di emulare quanto successo nel governo cubano, che aveva affidato ai militari il potere di gestire l'economia di Cuba.
Si tratta della prima volta dalla dittatura del generale Marcos Pérez Jiménez nel 1958 che un funzionario militare detiene tale potere in Venezuela.

### Politica estera
In politica estera Maduro, durante la sua amministrazione, rimane fedele alla linea chavista di una politica mondiale "multicentrica e multipolare". Durante la sua presidenza temporanea del Mercosur nel luglio 2013 ha sostenuto la reintegrazione del Paraguay nell'accordo. Il governo di Maduro ha avuto brevi crisi diplomatiche con i governi di Colombia (vedi sotto) e Spagna derivanti da problemi diversi.

#### Tour in Europa del 2013
A metà giugno 2013 il presidente Nicolás Maduro ha lanciato un tour internazionale di diversi paesi in Europa, che ha avuto inizio in Italia e nella Città del Vaticano, dove è stato ricevuto da Papa Francesco, il quale ha canonizzato José Gregorio Hernández. Il secondo paese visitato dal presidente venezuelano è stato il Portogallo, dove ha incontrato la VIII commissione congiunta Venezuela-Portogallo in cui ha firmato 14 accordi bilaterali di cooperazione, soprattutto in materia di tecnologia, cibo, salute, sport e cultura. Maduro ha terminato il suo tour europeo in Francia dove ha incontrato il presidente François Hollande esprimendo il desiderio di sviluppare un'alleanza strategica con Parigi entro la fine dell'anno.
Dopo questa visita, il presidente venezuelano ha partecipato al GECF a Mosca. Durante il vertice è stato messo a punto un omaggio al compianto presidente Hugo Chávez nel teatro della Nuova Opera. Nicolás Maduro ha usato la sua visita per annunciare un'"alleanza strategica" con la Russia.
Maduro ha mostrato il suo sostegno al governo siriano di Bashar al-Asad in numerose occasioni e si è opposto a qualunque intervento straniero nel paese.
Nel marzo 2014 Maduro ha annunciato la rottura delle relazioni diplomatiche con Panama, dopo che quest'ultimo ha chiesto al Consiglio permanente dell'Organizzazione degli Stati Americani (OAS) di convocare una riunione di consultazione dei ministri degli Esteri sulla situazione dei Venezuela.

#### Relazioni con gli Stati Uniti
Le relazioni diplomatiche con gli Stati Uniti non sono mai state buone. Durante la fuga di Edward Snowden, nel luglio 2013, responsabile di un'importante fuga di notizie dalla banca dati dell'intelligente statunitense, Maduro ha offerto all'informatico asilo politico in Venezuela.
Nei primi mesi del 2015 l'amministrazione Obama ha firmato un ordine esecutivo che ha imposto sanzioni mirate su sette funzionari venezuelani che la Casa Bianca ha sostenuto hanno contribuito a violazioni dei diritti umani, persecuzione degli oppositori politici e corruzione pubblica e affermando che il paese ha posto una "minaccia inusuale e straordinaria per la sicurezza nazionale e la politica estera degli Stati Uniti". Maduro ha risposto alle sanzioni scrivendo una lettera aperta pubblicata sul New York Times nel marzo 2015, dove ha affermato che i venezuelani erano "amici del popolo americano" e che "vivono in una regione di pace, libera da armi di distruzione di massa... Gli immigrati da tutto il mondo, vivono in mezzo a noi, la cui diversità è rispettata". Dopo aver accusato il presidente Barack Obama di prendere "misure unilaterali e aggressive" imponendo sanzioni a persone dell'amministrazione di Maduro, il presidente venezuelano ha chiesto che "il governo degli Stati Uniti cessi immediatamente le azioni ostili contro il popolo del Venezuela". Maduro ha disposto una raccolta di firme contro il decreto di Obama e ha ordinato a tutte le scuole del paese di tenere un "giorno anti-imperialista" contro gli Stati Uniti.
Il 6 aprile 2015, 33 leader mondiali hanno emesso un manifesto contro il governo di Maduro, la cosiddetta Dichiarazione di Panama, una dichiarazione per denunciare al 7º Summit degli Stati Americani quella che viene chiamata "l'alterazione democratica" in Venezuela, repressa dal governo di Maduro. La dichiarazione ha chiesto il rilascio immediato dei prigionieri politici in Venezuela. Tra gli ex capi di Stato e di governo che hanno aderito alla dichiarazione ci sono: Jorge Quiroga (Bolivia); Sebastián Piñera (Cile); Andrés Pastrana, Álvaro Uribe e Belisario Betancur (Colombia); Miguel Ángel Rodríguez, Rafael Angel Calderon Guardia, Laura Chinchilla Óscar Arias, Luis Alberto Monge (Costa Rica); Osvaldo Hurtado (Ecuador); Alfredo Cristiani e Armando Calderón (El Salvador); il presidente del governo spagnolo, José María Aznar; ex presidenti del Messico Felipe Calderón e Vicente Fox; Mireya Moscoso (Panama); Alejandro Toledo (Perù); Fernando de la Rúa (Argentina); Fernando Henrique Cardoso (Brasile); Ricardo Lagos (Cile); Sixto Durán Ballén (Ecuador); Ricardo Martinelli (Panama); Hipólito Mejía (Repubblica Dominicana); Luis Alberto Lacalle (Uruguay); e Jean Chrétien (ex primo ministro del Canada).
Da parte sua, il presidente Maduro ha consegnato le firme raccolte nel suo paese riguardo al decreto statunitense che dichiara il Venezuela una "straordinaria minaccia alla sicurezza nazionale degli USA".
Nel mese di agosto 2017, l'amministrazione Trump, dopo che l'Organizzazione degli Stati americani ha condannato la violenta repressione dell'opposizione democratica da parte del governo Maduro avvenuta nell'aprile 2017, ha espanso le sanzioni economiche a danno del Paese.

#### Relazioni con la Cina
Maduro ha raggiunto con la Cina accordi per l'assistenza economica con il paese asiatico che ha incanalato miliardi di dollari in Venezuela tramite più prestiti. La Cina è il secondo partner commerciale del Venezuela, con i due terzi delle esportazioni venezuelane verso di essa composte da petrolio. Secondo Mark Jones, esperto di America Latina del Baker Institute, la Cina cerca "d'investire per motivi strategici" piuttosto che per similitudini ideologiche. L'esercito del Venezuela ha importato armamento dalla Cina adottando il blindato Norinco VN-4, usato anche durante le manifestazioni di protesta tra il 2014 e il 2015.

#### Crisi diplomatica con la Colombia del 2015
Nel maggio 2015 si è verificata una crisi diplomatica fra Bogotà e Caracas riguardo al territorio e alla zona marittima del Dipartimento di La Guajira, i cui confini sono ancora in corso di definizione.
La crisi è successivamente rientrata dopo l'abrogazione del decreto da parte del governo venezuelano.

### Politiche economiche
Dalla sua elezione nel 2013, Maduro ha continuato la politica economica del suo predecessore Hugo Chávez e trovandosi a far fronte a un alto tasso di inflazione e grandi carenze di beni tralasciati dalle politiche precedenti del presidente Chávez. I principali talloni d'Achille del sistema economico chavista, ovvero l'assenza di alternative per il Paese alla valorizzazione della rendita petrolifera, i cui proventi finanziavano gli ampi programmi sociali del governo, e la mancanza di progetti per una diversificazione sistemica hanno rappresentato il più grave dei problemi per il Venezuela di Maduro nel momento in cui, nel 2014, il prezzo del petrolio sui mercati internazionali è caduto a picco..
A partire dal 2014, infatti, l'economia del Venezuela ha affrontato una grave depressione economica che persiste tuttora.
Dal 2003, il Venezuela ha un regolamento sulle transazioni in valuta estera. Il governo di Chávez ha giustificato il provvedimento sostenendo che proteggeva il livello di riserve internazionali. Dal 2015 ci sono tre cambi (CENCOEX, SICAD, Simadi) e un cambio parallelo chiamato "dollaro nero", che era illegale fino alle riforme del 2014. Dalla fine del 2013 e in relazione a questa distorsione degli scambi, alcuni beni di consumo hanno cominciato a scarseggiare mentre l'inflazione è aumentata. A causa di vari svantaggi, a partire dalla valuta estera, necessaria per l'importazione, alcune industrie sono state costrette a interrompere la produzione a causa della mancanza di materie prime.
Maduro ha accusato il capitalismo di causare la speculazione che sta guidando gli alti tassi di inflazione e la creazione di diffuse carenze di beni economici, affermando spesso di star combattendo una "guerra economica", chiamando misure economiche di recente promulgazione "offensive economiche" contro gli oppositori politici e una cospirazione economica internazionale. Tuttavia, Maduro è stato criticato per concentrarsi solo sulla pubblica opinione invece di affrontare le questioni pratiche.
Secondo Finanzas Digital, a conclusione del quarto trimestre del 2013, ha affermato che "il prodotto interno lordo (PIL) ha registrato una crescita dell'1%, (...) per unirsi ai tre trimestri precedenti consolida una crescita del 1,34% durante l'anno 2013". Nei primi mesi del 2014, l'economia cadde in recessione con 3 semestri consecutivi di dati negativi e una battuta d'arresto alla fine del 2014 del 3% del PIL rispetto all'anno precedente. Alcuni economisti del paese hanno attribuito le cause del problema a politiche economiche sbagliate del governo, che invece ha attribuito la crisi ai conflitti politici del 2014 e a un calo significativo dei prezzi del petrolio. D'altra parte, la disoccupazione alla chiusura del 2014 era in diminuzione del 5,9% rispetto allo stesso mese del 1999, quando raggiunse il 12%. L'indice di sviluppo umano del Venezuela nel 2014 si è attestato nella categoria di "sviluppo umano elevato". Nonostante questo, il Venezuela è stato classificato al primo posto a livello globale con il più alto indice di miseria nel 2013, 2014, 2015 e 2016. In un'indagine da parte di UCV, USB e Università Cattolica Andrés Bello (UCAB) nel 2014 e pubblicato nel mese di aprile 2015, ha mostrato che "l'11,3% dei venezuelani effettua giornalmente 2 o meno pasti" e che "l'elenco dei 10 alimenti più acquistati vede in testa farina di riso e pane mentre le uova sono scomparse dalla dieta classica dei venezuelani".

#### CLAP
Per combattere la penuria di beni di prima necessità, a seguito della crisi economica, il governo di Maduro ha organizzato i cosiddetti CLAP (Comitati Locali di Approvvigionamento e Produzione) con il fine di distribuire pacchi (detti combo) di alimenti e risorse alla popolazione in condizioni di bisogno in quantità stabilita in base ai componenti del nucleo familiare.
Per la formazione di un CLAP, le comunità devono organizzarsi attorno ai loro consigli comunali, scegliere persone responsabili e condurre un censimento che specifichi il numero di famiglie che vivono in quel territorio. Con i dati raccolti, viene contato il numero di sacchetti o scatole di cibo necessari per rifornire tutte le famiglie e la richiesta viene inoltrata al Ministero del Potere Popolare per l'Alimentazione (MINAL), l'organismo responsabile della distribuzione. Quando i prodotti arrivano, vengono pagati a prezzi agevolati che risultano sussidiati, appunto perché la materia prima viene data dal governo a prezzi stracciati. Questi comitati sono formati da organizzazioni di vicini che preparano il cibo, anche sfruttando gli orti urbani, e i responsabili del CLAP li distribuiscono tramite borse e fanno la consegna famiglia per famiglia.
Alcuni dei prodotti inclusi nelle scatole CLAP sono riso, lenticchie, fagioli, tonno, olio da cucina, pasta, farina di mais, zucchero e latte. A volte possono variare molto in tipi di prodotti e/o quantità. Il prezzo stabilito dalle scatole è 10.000 BsF o 100 BsS, e la consegna deve essere effettuata ogni mese.
Alcuni dei prodotti sono realizzati in Venezuela. Tuttavia, la maggior parte sono importati da paesi come il Messico, il Canada, il Brasile e gli Stati Uniti, che sono pagati dal governo venezuelano in dollari a un tasso di cambio di 1 USD = 10 BsF, che garantisce prezzi bassi.
Nel giugno 2019, il coordinatore nazionale Freddy Bernal ha annunciato che il prezzo di una scatola CLAP è aumentato a 9.000 BsS a causa degli elevati costi di trasferimento.
Al meccanismo di distribuzione si aggiungono le reti di approvvigionamento di Stato, Mercal e PDVAL, nonché i magazzini di ciascuna località e la società di commercializzazione Makro. Il Ministero dei Comuni è incaricato di certificare e registrare tutti i CLAP debitamente organizzati al fine di ottimizzare il loro rapporto con i fornitori.
Una combo Clap teoricamente dovrebbe integrare l'alimentazione di una famiglia per un mese e spesso si dimostra insufficiente.
Il programma di distribuzione ha dato origine a casi di corruzione e a casi di accaparramento di pacchi CLAP al fine di vendita a prezzo maggiorato.

#### Il petro
Il petro, o petromoneda, lanciato nel febbraio 2018, è una criptovaluta sviluppata dal governo del Venezuela. Si tratta della prima moneta digitale di stato.
Annunciato a dicembre 2017, è sostenuto dalle riserve petrolifere e minerarie del paese e con essa il governo intende integrare il bolívar venezuelano forte come mezzo di iperinflazione del governo di Maduro e accesso al finanziamento internazionale aggirando le sanzioni internazionali. I petro saranno "pre-minati", il che significa che non è possibile creare nuovi token dopo l'emissione e che probabilmente costituiranno un token sulla rete Ethereum.

## Secondo mandato

### Rielezione
Il 21 maggio 2018 Nicolás Maduro viene rieletto per un secondo mandato a presidente del Venezuela (fino al 2025), al termine di contestatissime elezioni presidenziali, con un alto astensionismo (superiore al 50%) e dichiarate illegittime dai suoi oppositori (il MUD non ha partecipato alla competizione elettorale) che denunciano pressioni sugli elettori e pretendono una nuova votazione.
Uno dei primi atti del nuovo mandato di Maduro è l'invio di aiuti umanitari a Cuba a seguito del passaggio della tormenta Alberto.

### Politiche economiche
Sotto il secondo mandato di Maduro vengono varate misure per provare ad arginare la crisi economica. Dal 20 agosto 2018 il nuovo Bolívar Sovrano (Bolívar Soberano, BsS), che ha ridotto di cinque zeri il valore attuale del Bolívar Forte (Bolívar Fuerte, BsF) che è ancorato al Petro, la criptomoneta venezuelana sostenuta dai giacimenti del paese e legata al valore del petrolio. I giacimenti petroliferi principali del paese, nella Cintura dell'Orinoco, circa 30.000 milioni di barili certificati, la prima riserva al mondo, saranno consegnati alla statale Banca Centrale del Venezuela per garantire le riserve valutarie del paese. Per un anno saranno tolte le tasse su tutte le importazioni di materie prime, macchinari, pezzi di ricambio e forniture per favorire l'entrata nel paese dei prodotti sotto embargo internazionale. Tutti i veicoli (pubblici e privati) per poter usufruire di benefici statali saranno inseriti in un registro. In circa sei mesi la nuova moneta ha perso oltre il 98% del suo valore.
Maduro ha decretato l'aumento del 103% della soglia minima degli stipendi, e quindi anche le pensioni, al fine di combattere la svalutazione del Bolivar e l'aumento del costo della vita.
La Cina ha accettato di concedere al Venezuela un prestito speciale di 5 miliardi di dollari per riattivare la produzione di petrolio. Gli Stati Uniti hanno indurito le sanzioni contro il Venezuela dopo che Maduro è stato rieletto e le nuove sanzioni vietano qualsiasi transazione economica con agenzie pubbliche venezuelane, tra cui PDVSA (l'industria statale del petrolio).
Si sono verificati nuovi episodi di sequestro di beni alimentari, in parte già scaduti, nascosti alla vendita nelle città del paese. I ritrovamenti sono stati possibili attraverso il lavoro di intelligence sociale di membri delle comunità locali. Secondo le autorità, tutti i prodotti non scaduti verranno dati alla rete distributiva popolare dei CLAP. Altre ispezioni a sorpresa hanno scoperto tonnellate di prodotti medici nascosti nell'Ospedale Alfonso Pons di Maracaibo.
Il Center for Economic and Policy Research (CEPR), con sede a Washington, stima che 40.000 persone sono morte a causa delle sanzioni statunitensi tra il 2017 e il 2018, a causa del loro impatto sulla distribuzione di medicinali, forniture mediche e cibo. Milioni di persone con diabete, ipertensione o cancro non possono più ricevere cure adeguate.
Dalla fine del 2018, nell'ambito delle politiche di apertura e flessibilità dell'economia del governo venezuelano, sono stati aboliti i tetti ai prezzi e i controlli sui cambi; il tasso di cambio ufficiale del bolivar è stato abbassato per avvicinarsi maggiormente a quello del mercato; sono stati aboliti i dazi doganali su diverse migliaia di prodotti; è stato consentito l'uso di valuta estera per le transazioni interne. Più simbolicamente, ha autorizzato la riapertura dei casinò; in passato, Hugo Chávez aveva ordinato la chiusura di questi "luoghi di perdizione, che servono solo ad arricchire la borghesia".

### Politica estera
Nel corso degli ultimi anni il governo Maduro ha rafforzato rapporti politici sempre più stretti con la Cina e soprattutto con la Russia di Putin in diversi ambiti come quello economico, al fine di bypassare le sanzioni sull'economia, e quello militare firmando trattati riguardanti tra le altre cose la formazione dell'esercito venezuelano, la vendita di armamenti russi e la costruzione di una fabbrica di fucili AK-47 nel paese. L'avvicinamento di Maduro con la Russia è riscontrabile in programmi congiunti di intelligence, cyber-sicurezza, sistemi missilistici e nel fatto che la Russia non abbia riconosciuto Juan Guaidó come presidente del paese. Questi rapporti si sono concretizzati di recente con l'invio di mezzi militari, materiali, personale e mercenari (contractors della compagnia Wagner, già attiva in Siria) russi nel paese sudamericano e con la dichiarata intenzione da parte dei due paesi di creare un avamposto militare russo in Venezuela. Nel dicembre 2018, la Russia ha inviato in Venezuela due bombardieri Tupolev Tu-160, velivoli in grado di trasportare armi nucleari, e conducendo esercitazioni militari congiunte.
Contemporaneamente a questo Maduro ha rilasciato dichiarazioni sulla volontà di riaffermare, pur con mezzi diplomatici, la sovranità venezuelana sulla Guyana Esequiba.

### Attentato
Il 4 agosto 2018, nel corso del suo discorso durante la parata militare per l'81º anniversario dell'istituzione della guardia nazionale, Maduro è stato oggetto di un attentato in cui sono stati utilizzati alcuni droni esplosivi e che hanno provocato 7 feriti. Maduro, rimasto illeso, ha attribuito l’attacco all'estrema destra in collaborazione con i governi di Colombia e Stati Uniti facendo il nome del presidente colombiano Juan Manuel Santos, tra i mandanti dell'attentato, il quale ha subito definito l’accusa infondata. Un gruppo paramilitare semisconosciuto, il Movimento nazionale di soldati in camicia, ha rivendicato l’attacco attraverso un comunicato inoltrato a Patrizia Poleo, giornalista residente negli Usa già vicina al tentato golpe del 2002 contro Chávez.
Il giornalista peruviano Jaime Bayly, residente a Miami, ha dichiarato in diretta televisiva di essere stato a conoscenza, tramite fonti anonime all'interno del gruppo di funzionari della Casa Bianca, della pianificazione dell'attentato contro il presidente venezuelano.
Altre fonti suggeriscono essere l'episodio un'operazione di terrorismo di Stato voluta dal governo chavista per giustificare la repressione dell'opposizione.

### Crisi del 2019
A seguito delle elezioni presidenziali in Venezuela del 2018, fortemente contestate e considerate irregolari dalle opposizioni e da diversi stati esteri, e del successivo re-insediamento di Nicolás Maduro, l'Assemblea nazionale, il parlamento eletto controllato dall'opposizione ma di fatto esautorato, ha dichiarato invalide le elezioni e nominato il suo presidente Juan Guaidó Presidente del Venezuela ad interim; tuttavia Maduro è riconosciuto dall'Assemblea nazionale costituente e da parte dell'esercito venezuelano.
Il 23 gennaio 2019 Juan Guaidó, Presidente dell'Assemblea Nazionale, ha dichiarato illegittimo il mandato di Maduro e si è autoproclamato Presidente della Repubblica Bolivariana. Il rivale di Maduro è stato riconosciuto come presidente ad interim dal presidente statunitense, Donald Trump, e dai governi di Francia, Regno Unito, Canada, Brasile, Colombia, Paraguay, Argentina, Perù, Ecuador, Cile, Guatemala e Costa Rica; al contrario Russia, Cina, Messico, Cuba, Bolivia, Uruguay, Turchia, Nicaragua ed El Salvador continuano a riconoscere Maduro come presidente legittimo. Tra questi ultimi Paesi, il Messico, in associazione con l'Uruguay, ha subordinato la permanenza al potere di Maduro all'inizio di un percorso di mediazione tra i due pretendenti alla presidenza destinato a culminare in un nuovo voto al termine di un processo democratico,  offrendosi per un tentativo di mediazione in maniera analoga a quanto fatto dalla Santa Sede e da Papa Francesco. Maduro si è detto pronto a dialogare con le opposizioni aprendo alla possibilità di nuove elezioni parlamentari anticipate, ma Guaidò si è opposto a ogni tentativo di mediazione, rifiutando anche di incontrare Maduro.
Il 25 gennaio una riunione dell'OSA respinge una mozione statunitense per il riconoscimento internazionale di Guaidó come presidente del Venezuela. Nella stessa giornata il Ministro della Comunicazione Jorge Rodríguez ha mostrato un video dove Guaidó, la sera prima di autoproclamarsi presidente, si incontra con rappresentanti del chavismo dichiarando di essere sotto pressione telefonica statunitense. Guaidó ha inizialmente smentito che l'incontro sia mai avvenuto dichiarando che il video era un falso, ma dopo che il ministro ha minacciato di rendere pubblici gli audio dell'incontro se avesse continuato a negare, Guaidó ha fatto marcia indietro e ha ammesso di essersi riunito con esponenti del governo Maduro senza però entrare nei dettagli. Secondo quanto ricostruito da Rodríguez era stato Guaidó a chiedere l'incontro, e una volta arrivato si era lamentato delle pressioni che stava subendo sia dagli Stati Uniti sia dai leader oppositori, i quali lo istruivano su cosa dovesse dire e cosa dovesse fare. L'agenzia di stampa americana Associated Press ha anche rivelato un rapporto nel quale si indicava che Guaidó ha organizzato la sua proclamazione come Presidente del Venezuela in un tour segreto che ha fatto nel dicembre 2018 negli Stati Uniti, in Colombia e in Brasile.
A seguito di questa situazione pare che un certo numero di mercenari russi della compagnia privata Wagner (gruppo formato per lo più da ex soldati che negli ultimi anni è intervenuto a sostegno dei militari russi impiegati in azioni militari in Siria) siano giunti a Caracas con l'obiettivo di proteggere Maduro da possibili attentati alla sua vita.
Il 28 gennaio un provvedimento dell'Assemblea nazionale presieduta dall'autoproclamato presidente autorizza Guaidó a prendere il controllo dei beni statali venezuelani all'estero. Nello stesso comunicato, Guaidó annuncia di aver avviato il processo di nomina dei vertici di PDVSA e della sua sussidiaria statunitense Citgo, le due principali aziende petrolifere statali.
Nelle stesse ore l’amministrazione degli Stati Uniti ha annunciato una serie di sanzioni contro la PDVSA. John R. Bolton, consigliere per la sicurezza nazionale, ha affermato che le sanzioni porteranno al congelamento di beni per 7 miliardi di dollari, circa 6,1 miliardi di euro, e faranno calare le esportazioni del Venezuela di 11 miliardi di dollari, circa 9,6 miliardi di euro, entro la fine dell’anno, prosciugando una delle fonti principali di entrate del governo. A questo nuovo colpo all'economia del paese si somma il rifiuto della Banca d'Inghilterra, dietro pressione di Washington, alla restituzione al Venezuela di 1,2 miliardi di dollari in oro, richiesta dal governo Maduro. Il governo Maduro ha risposto a questo svalutando di quasi il 35% il Bolivar rispetto al dollaro al fine di allinearlo al mercato nero.
Per rassicurare l'opinione pubblica riguardo al sostegno dell'esercito venezuelano al suo esecutivo, Maduro ha avviato il 27 gennaio una serie di esercitazioni militari.

## Terzo mandato
In seguito alle elezioni presidenziali del 28 luglio 2024, Maduro è stato proclamato nuovamente Presidente della Repubblica Bolivariana del Venezuela dal Presidente del CNE, Elvis Amoroso. Alcune nazioni hanno espresso perplessità e non riconoscono il risultato delle elezioni.

## Controversie

### Accuse di ironia sull'omosessualità
Durante un incontro per commemorare il decimo anniversario del tentativo di colpo di Stato del 2002, Maduro ha rivolto ad alcuni membri dell'opposizione epiteti "omofobi" cosa che si è ripetuta durante la campagna presidenziale del 2013. Maduro ha utilizzato un discorso "omofobo" contro Henrique Capriles, il suo avversario, definendolo una "piccola principessa" e dicendo "Io ho una moglie, lo sai? Mi piacciono le donne!"

### Caso del matrimonio di José Zalt
Al matrimonio di José Zalt, un uomo d'affari siriano-venezuelano che possiede il marchio di abbigliamento Wintex, il 14 marzo 2015, Nicolás Ernesto Maduro Guerra, figlio del presidente, è stato visto al centro di una pioggia di dollari americani a un raduno nel lussuoso Gran Hotel Melia a Caracas. La notizia ha causato un forte dibattito tra i venezuelani che hanno trovato l'ostentazione della ricchezza di cattivo gusto e provocatoria se confrontata con la vita quotidiana del popolo venezuelano che è caratterizzata da ristrettezze e penuria di cibo e medicine a causa del cattivo stato dell'economia. L'incidente è avvenuto ore dopo la parata militare del governo venezuelano contro gli Stati Uniti accusati da Maduro di essere impegnati in una vera e propria guerra che definisce "guerra economica" nei confronti del governo chavista del Venezuela.